# Ботьо Тачков
Ботьо Асенов Тачков е български и американски икономист, професор, борсов спекулант, банкер и експерт. Той е сред най-известните и преуспели българи в САЩ. Имал е двойно гражданство – българско и американско.

## Биография
Завършва икономика в Софийския университет. Работи в Министерството на външната търговия. Поради отказ да сътрудничи на тайните служби е преследван и принуден да напусне България през 1962 г.
Заминава за Австрия и се установява в САЩ. Отначало работи на конвейер във фабрика. Става научен сътрудник в Колумбийския университет, Ню Йорк, където прави докторат и преподава. През 1968 г. започва кариера на „Уол Стрийт“ и не след дълго е вече преуспял брокер-дилър, създава собствена инвестиционна банка „Варош Интърнешънъл“ (наречена на родния му квартал в Перник) и я оглавява като неин президент, бързо става милионер. Главозамайващото му забогатяване – на беден имигрант, само за няколко години, предизвиква разследване от ФБР.
По-късно работи в Държавния департамент, Световната банка, ООН като икономически съветник на правителството на Индонезия, преподава в американски и германски университети. Въпреки своята разностранна дейност продължава да следи борсовата търговия. През януари 1999 г. единствено той правилно предсказва в многобройни интервюта по американската телевизия, че индексът Dow Jones ще надхвърли 11 000 – през май същата година той е вече 11 130.
Владеещ 6 езика, д-р Тачков става световноизвестен автор. Написал е много статии и над дузина научни книги, публикувани във Великобритания, Германия и САЩ и намиращи се във всички по-значителни библиотеки по света. Автор е и на няколко популярни автобиографични книги.
Носител е на наградите „Елеонор Рузвелт“ от ООН, „Фулбрайт“ – най-високото отличие за американски учен по икономически науки (1991), вписан е в Who`s Who in America in Industry and Finance.
През последните си години Б. Тачков живее в България и преподава във висши училища. На 28 март 2012 г. в столичния квартал Малинова долина е нападнат и жестоко нахапан от глутница от 20-ина улични кучета. Заради множеството разкъсни рани претърпява голяма загуба на кръв и в резултат на шока развива тежка сърдечна криза. Въпреки извършените хирургични операции той умира във Военномедицинската академия в София, без да дойде в съзнание, на 8 април същата година.
Урната с праха му е погребана в парцела на известните българи в Централните софийски гробища.
Има предложение на проф. д-р Ботьо Тачков да бъде наименувана улица в родния му гр. Перник.
Нелепата му смърт дава повод за поредната разгорещена дискусия в столицата и страната за острия проблем с уличните кучета.

## Семейство
Жени се за първата си съпруга Ваня Атанасова през 1954 г., с която имат дъщеря Лияна, живееща в Швейцария. От брака му с германката Урсула имат син Филип-Асен и дъщеря Анна-Мария.

## Книги
- „Пари на борсата“, Нова звезда, 1992, 200 с. (2004)
- „Икономическа реформа в български вариант“ (1994)
- „Бягство от Уол Стрийт. Изповед на един брокер-дилър“, Пет плюс, 2004, 240 с. – роман
- „Изповед на един борсов спекулант“, LG-Print, 2008, 240 с. – роман
- „Сбогом на мечтите“, LG-Print, 2009, 230 с. – роман